# Can Coromines (Viladecavalls)
Can Coromines és una masia al terme municipal de Viladecavalls (Vallès Occidental) protegida com a bé cultural d'interès local. És una masia de planta rectangular amb teulada a doble vessant i el carener perpendicular a la façana principal. Consta de planta baixa i dos pisos. Totes les obertures són quadrangulars; les del primer pis tenen petits balcons i al centre del segon pis s'obre una galeria de tres obertures molt allargades. El mur de la façana no segueix la línia que dibuixa la teulada i sobresurt pels dos cantons. Aquest mur està decorat a la part superior amb dentells i per sobre apareix el mur que tanca la part final de la teulada a manera de frontó llis. Al costat dret hi ha un cos annex de planta baixa i dos pisos. Al primer pis s'obren dos finestres quadrangulars i al segon una galeria.